# Liste österreichisch-portugiesischer Städte- und Gemeindepartnerschaften
Diese Liste österreichisch-portugiesischer Städte- und Gemeindepartnerschaften führt Städte- und Gemeindefreundschaften zwischen Österreich und Portugal auf.

## Liste der Städtepartnerschaften und -freundschaften
| Österreichischer Ort | Portugiesischer Ort | Seit | Anmerkung                                           |
| -------------------- | ------------------- | ---- | --------------------------------------------------- |
| Bad Aussee           | Baixa da Banheira   | 1994 | [ 1 ]                                               |
| Lassee               | Samuel              | 1985 | im Rahmen der European Charter – Villages of Europe |
| Judenburg            | Sesimbra            | 1999 | im Rahmen der Douzelage                             |